# George Budd

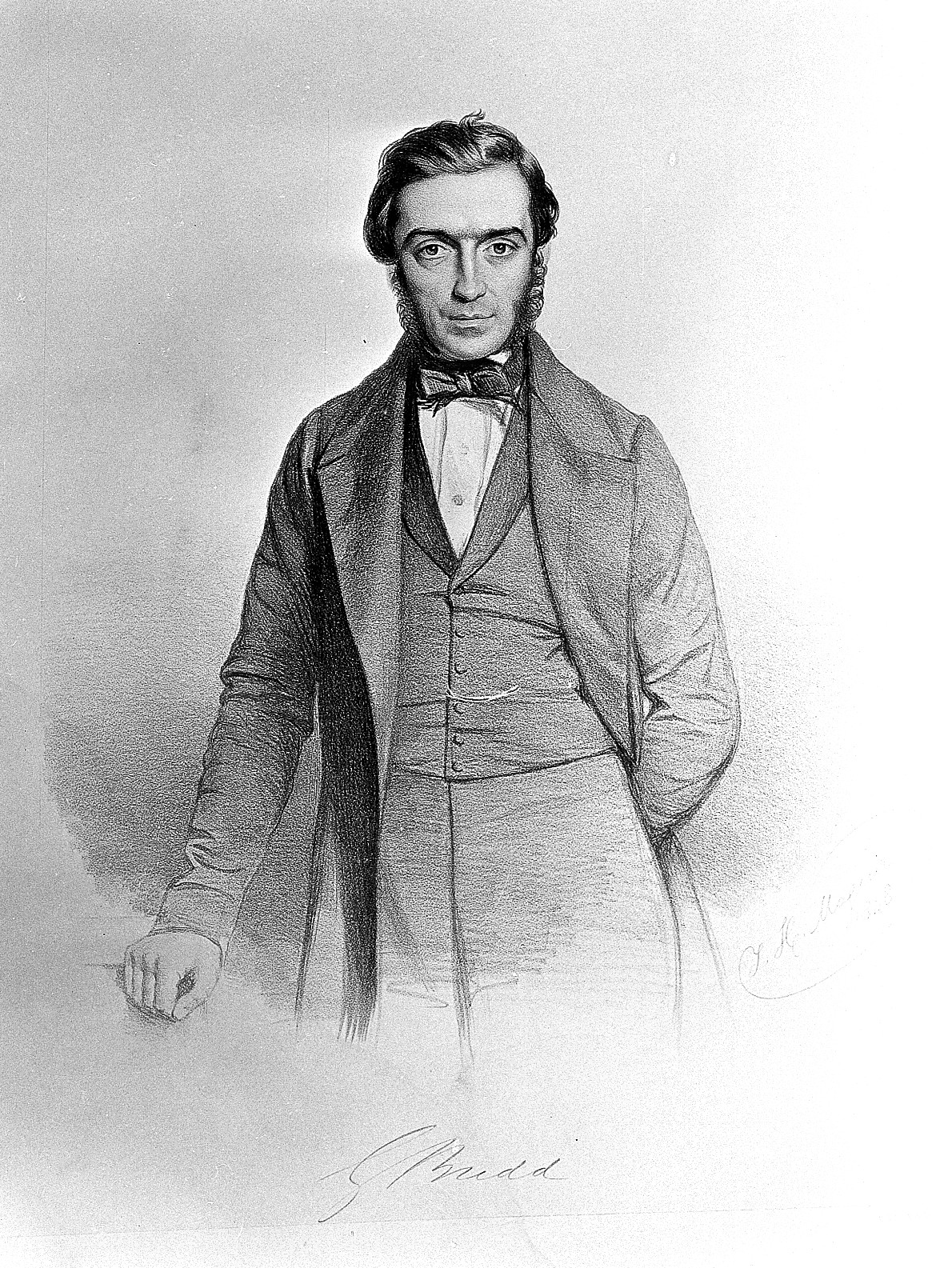
George Budd

George Budd (* Februar 1808 bei Nord Taunton in Devonshire; † 14. März 1882 in Ashleigh by Barnstaple, North Devon) war ein englischer Mediziner. Nach ihm und einem Kollegen wurde eine seltene Lebererkrankung, das Budd-Chiari-Syndrom benannt.

## Leben
Budd wurde im 1808 als Sohn des Chirurgen Samuel Budd geboren. Sein Vater war durch einen Artikel zum Ausbruch eines typhusartigen Fiebers in deren Heimatort bekannt geworden. Der Dorfarzt hatte eine große Familie mit einer Tochter und neun Söhnen, von denen sieben später Ärzte wurden.
George Budd erhielt eine private Ausbildung in seinem Dorf, besuchte anschließend das Gonville and Caius College an der Universität Cambridge, an der er 1831 graduierte. Danach ging er nach Paris und studierte Medizin und Pathologie, bevor er als Mitarbeiter des Middlesexkrankenhauses nach London zurückging.

### Lebererkrankungen
Seine erste Anstellung als Arzt bekam er am Krankenhausschiff Dreadnaught. Hier traf er auf zahlreiche Fälle von Leberkrankheit bei Seeleuten, die nach längerem Aufenthalt in den Tropen nach Hause zurückkehrten. Diese Begebenheit wurde eine Grundlage für seine klassische Arbeit über Krankheiten der Leber. 1840 wurde er Doktor der Medizin in Cambridge. Im Jahre 1845 beschrieb er erstmals das nach ihm und später auch nach Hans von Chiari benannte Budd-Chiari-Syndrom, einen sogenannten posthepatischen Block bei Abflussstörungen im Bereich der Venae hepaticae als Form der portalen Hypertension (der Verschluss der Lebervenen betrifft beim klassischen Budd-Chiari-Syndrom hauptsächlich die großen Lebervenen und wird heutzutage von Erkrankungen, die die Verstopfung der kleinen Lebervenen betreffen, eher abgegrenzt).

### Lehrtätigkeiten
Während seiner 23-jährigen Tätigkeit am Königlichen College Hospital machte er sich als renommierter Lehrer und Lektor einen Namen. Er wurde immer als Freund der Studenten angesehen. 1863 gab er seine Stellung als Unterrichtslehrer auf und widmete sich nur noch seiner privaten Praxis. 1867 erforschte er Glycosurie, schloss seine Praxis und ging auf eine Europareise, wobei er den Sommer über in Italien verbrachte.

### Ehrung und Tod
Später kam er als Landherr nach England zurück und genoss immer mehr den Aufenthalt in seinem Garten und bei der Jagd. 1880 wurde er zum Honorary Fellow des Gonville and Caius College in Cambridge gewählt. Mit 75 Jahren verstarb George Budd an einer Pneumonie.

## Weiterentwicklung
Sein Bruder William Budd (1811–1880) untermauerte die Tatsache, dass Typhus-Fieber ansteckend ist und durch Verunreinigungen von Personen, die mit der Krankheit infiziert sind, verbreitet werden kann. Seine Monographie des Typhus-Fiebers, welche 1873 veröffentlicht wurde, ist ein Klassiker in der Literatur des öffentlichen Gesundheitswesens. Ebenso beschäftigte er sich mit der Cholera.